# لابسنا كومونيس
لابسنا كومونيس، بالإنجليزية Lapsana communis، وتسمى أيضًا "حشيشة الحلمة الشائعة"، أو "حشيشة الأثداء"، أو "خفج مبذول"، هي نوع من النباتات المزهرة من العائلة النجمية. موطنها الأصلي أوروبا وجنوب غرب آسيا، كما أنها منتشرة على نطاق واسع في مناطق أخرى، بما في ذلك أمريكا الشمالية.

## وصف

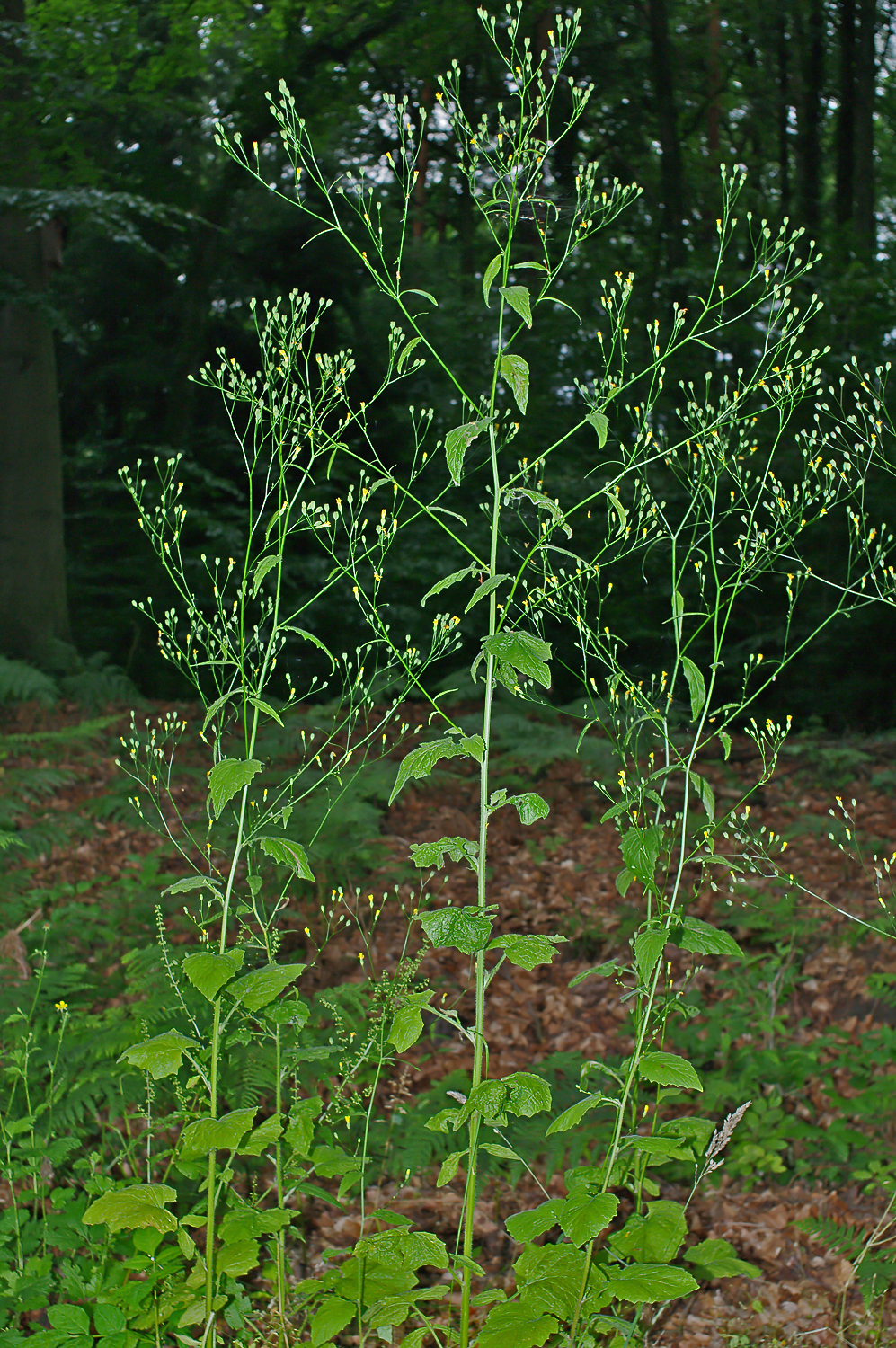
أشكال النباتات الناضجة

لابسنا كومونيس، هي نباتات عشبية حولية  أو معمرة تنمو إلى ارتفاع يتراوح ما بين 1 إلى 1.2م، طويلة، ذات سيقان متفرعة منتصبة. الأوراق متبادلة ومرتبة بشكل حلزوني؛ الأوراق الأكبر عند قاعدة الساق المزهرة غالبًا ما تكون ريشية، مع وريقة طرفية بيضاوية كبيرة، ووريقة إلى أربع وريقات جانبية صغيرة، في حين أن الأوراق الأصغر أعلى الساق تكون بيضاوية بسيطة؛ جميع الأوراق لها هوامش مسننة. الزهور صفراء اللون، تنتج في رأس يبلغ قطره 1–2 سـم (0.39–0.79 بوصة) ، وتكون رؤوسها عديدة في مجموعات فضفاضة في الجزء العلوي من الساق.  يحيط بالرأس دوامة من الأوراق الزهرية، الأوراق الخارجية صغيرة جدًا والأوراق الداخلية منتصبة وضيقة وصلبة وكلها بنفس الطول. تتكون الزهرة من ثمانية إلى خمسة عشر زهرة، كلها لزجة  ولونها أصفر باهت، على شكل لسان بطرف ذي خمسة أسنان. تحتوي كل منها على خمسة أسدية وزهرة مكونة من كربلتين مندمجتين. الثمرة عبارة عن زهرة نجمية محاطة ببقايا صلبة من الأوراق الغلافية. تظل البذور الصغيرة العديدة محفوظة في الكيس الزهري حتى يهتز النبات بفعل الرياح أو مرور حيوان.

## التوزيع والموئل
بعيدًا عن موطنها الأصلي، تنتشر لابسنا كومونيس في جميع أنحاء الجزر البريطانية،  وتُعتبر أحيانًا نوعًا مجتاحًا، في العديد من المناطق حول العالم، بما في ذلك أستراليا، وتشيلي، ونيوزيلندا، وجرينلاند،  ومعظم كندا والولايات المتحدة.
تم العثور على لابسنا كومونيس تنمو في الحقول الصالحة للزراعة، والغابات،  وجوانب الطرق، والأراضي القاحلة، وحواف الغابات والمناطق التي تم قطع الأشجار فيها داخل الغابات. 

## الزراعة والاستخدامات
الأوراق الصغيرة صالحة للأكل، ويمكن استخدامها في السلطات أو طبخها مثل السبانخ. بسبب شعيراتها الصغيرة، قد يفضلها البعض مخلوطةً مع خضروات أخرى.  الاسم العلمي يأتي من لابساني lapsane ، وهو عشب صالح للأكل وصفه ماركوس تيرينتيوس فارو من روما القديمة. تم صياغة الاسم الإنجليزي "حلمة" في القرن السابع عشر كمعادل لـ بابيلاريس (من الكلمة اللاتينية بابيلا ، والتي تعني حلمة)، وهو الاسم الذي استخدمه الصيادلة الألمان، حيث تم استخدام النبات لعلاج الحلمات المتشققة والثدي المتقرح،  وخاصة بموجب مبدأ التواقيع بسبب تشابه براعم الزهور مع الحلمات.

## معرض الصور

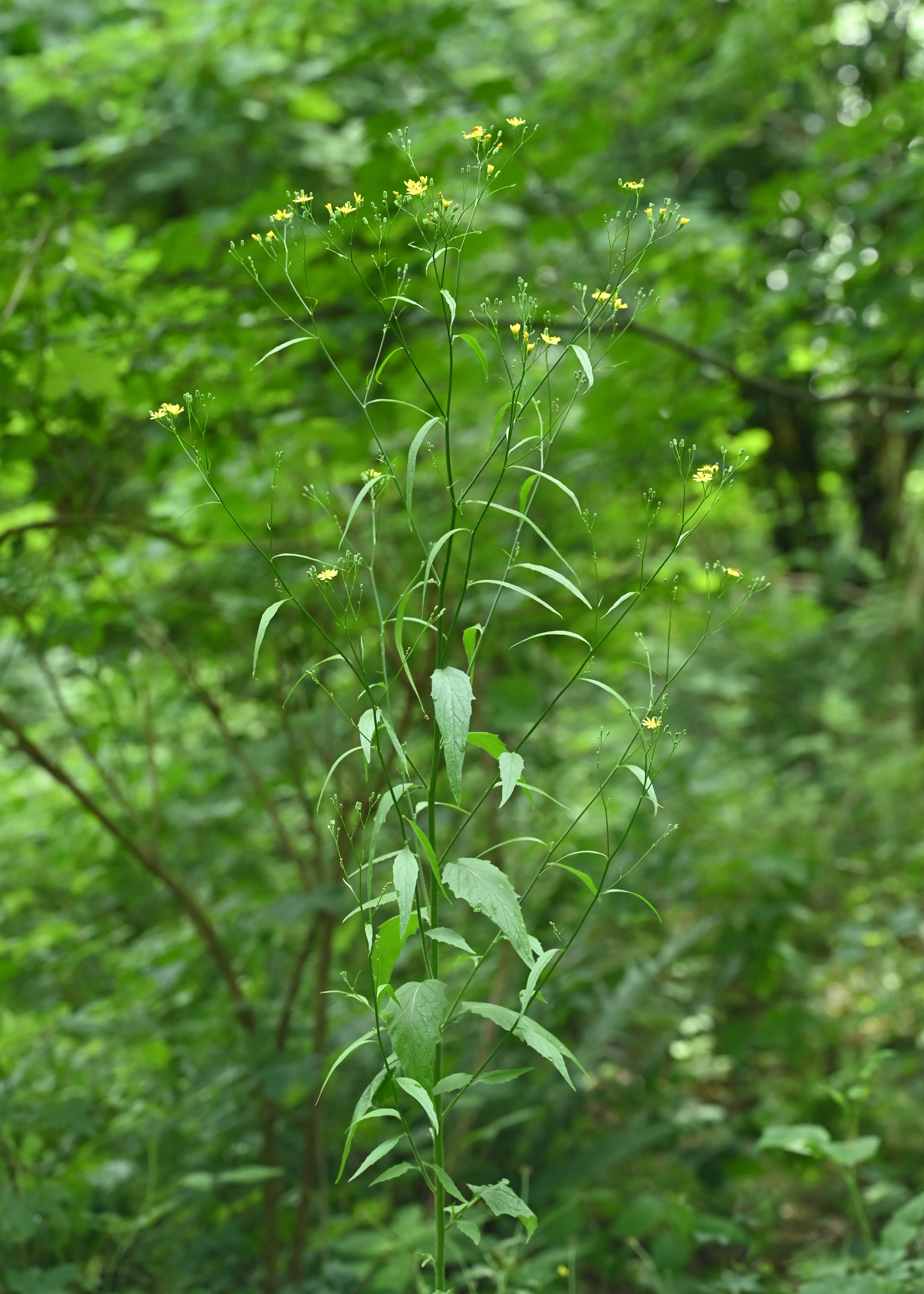
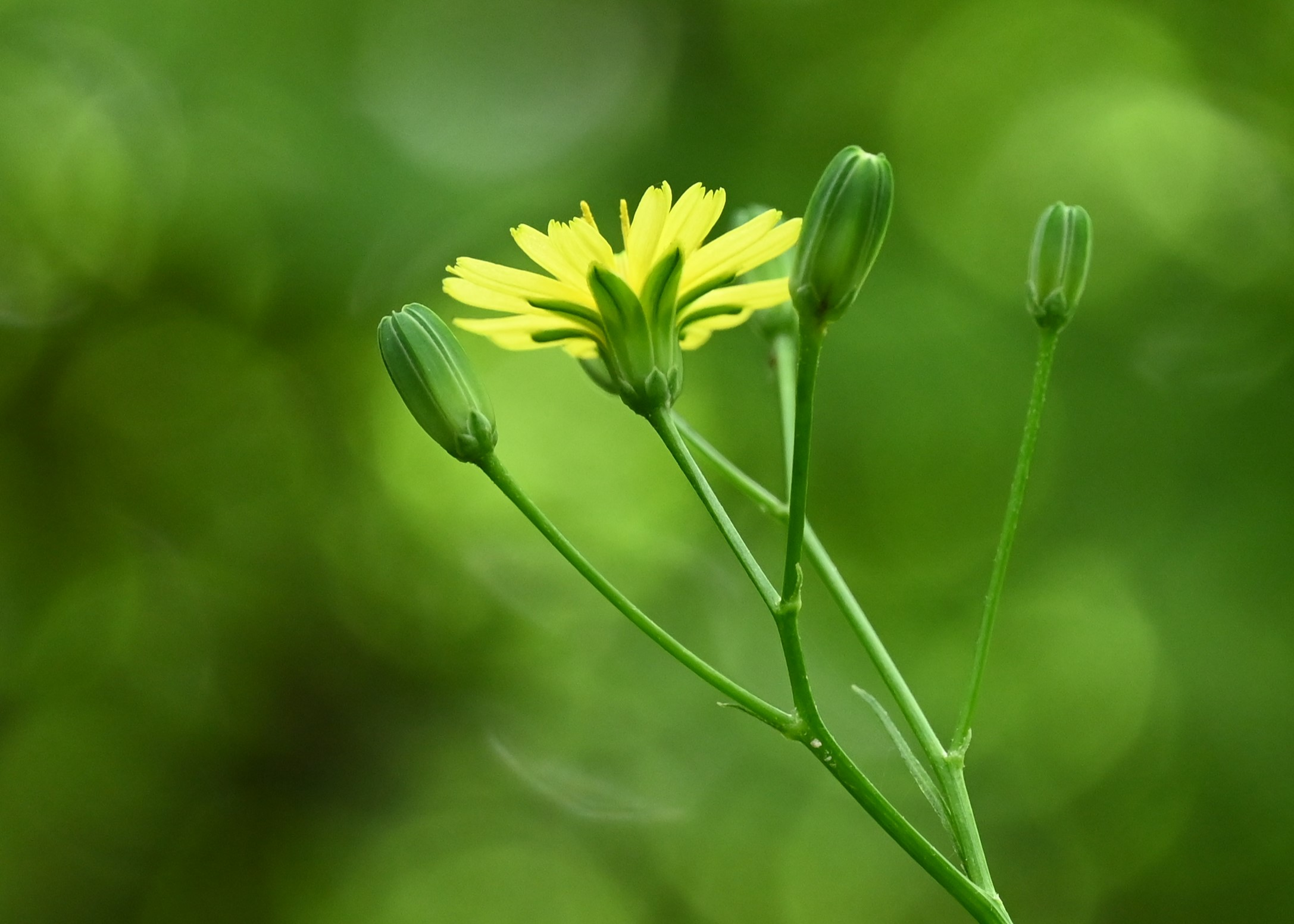
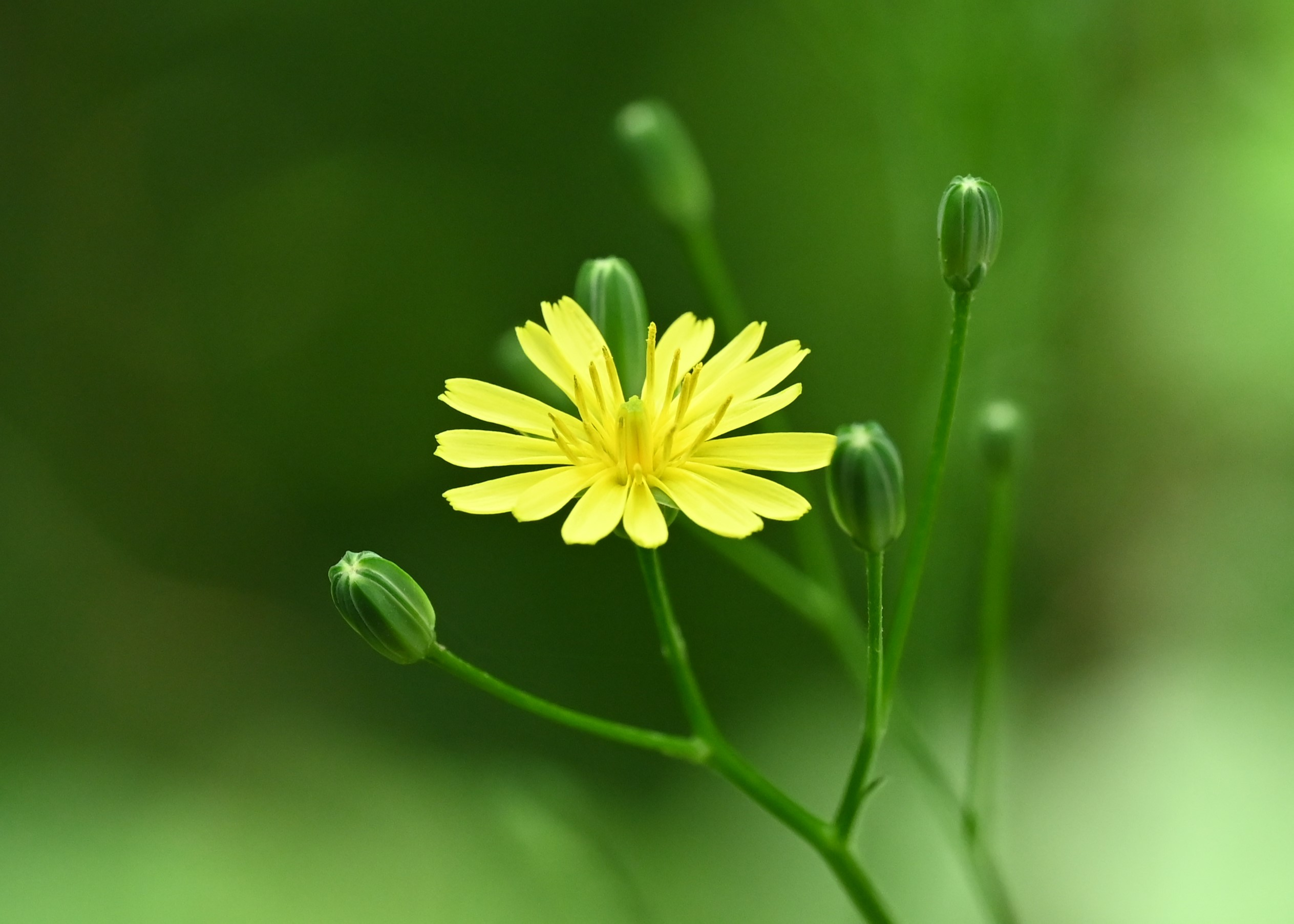
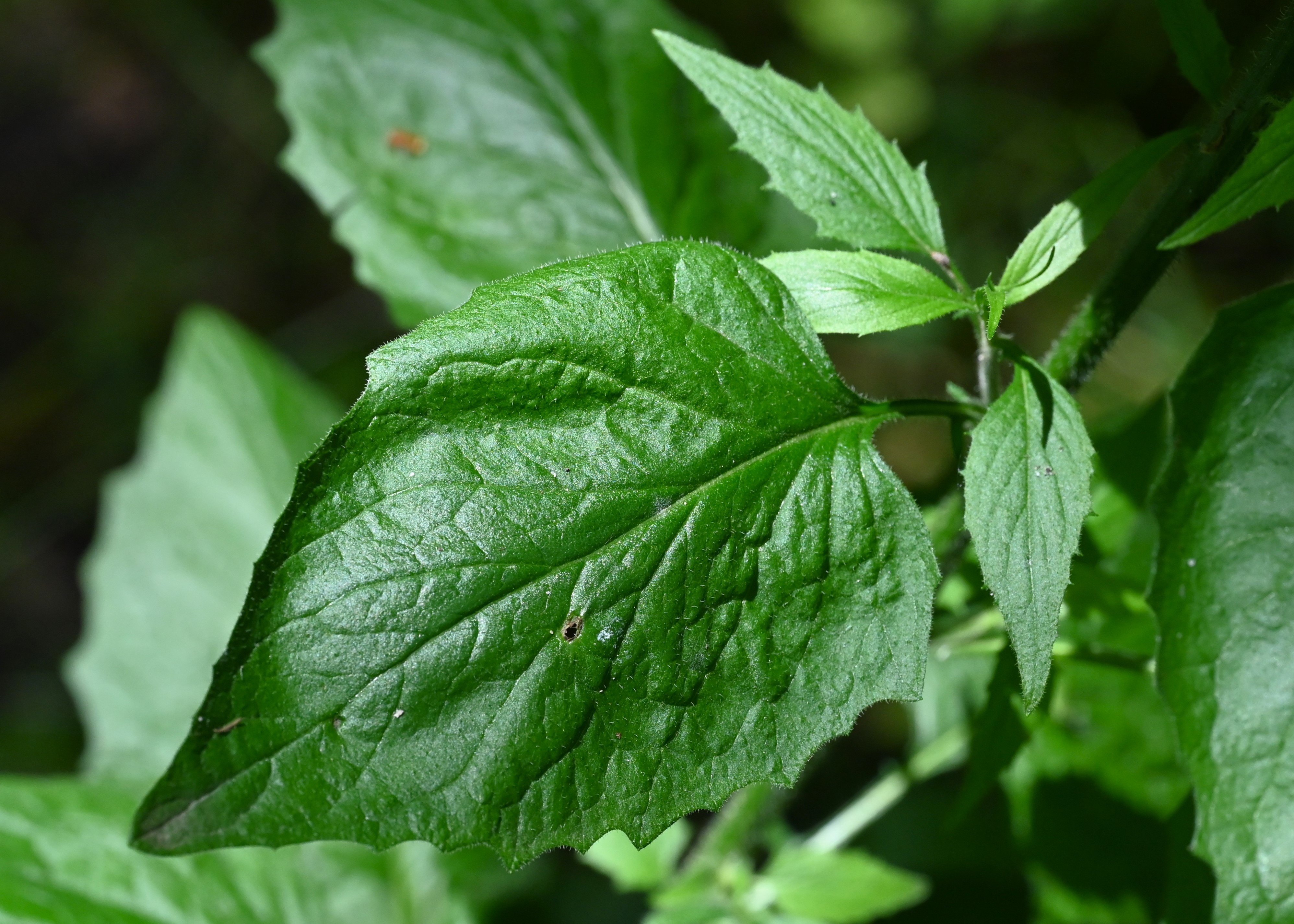
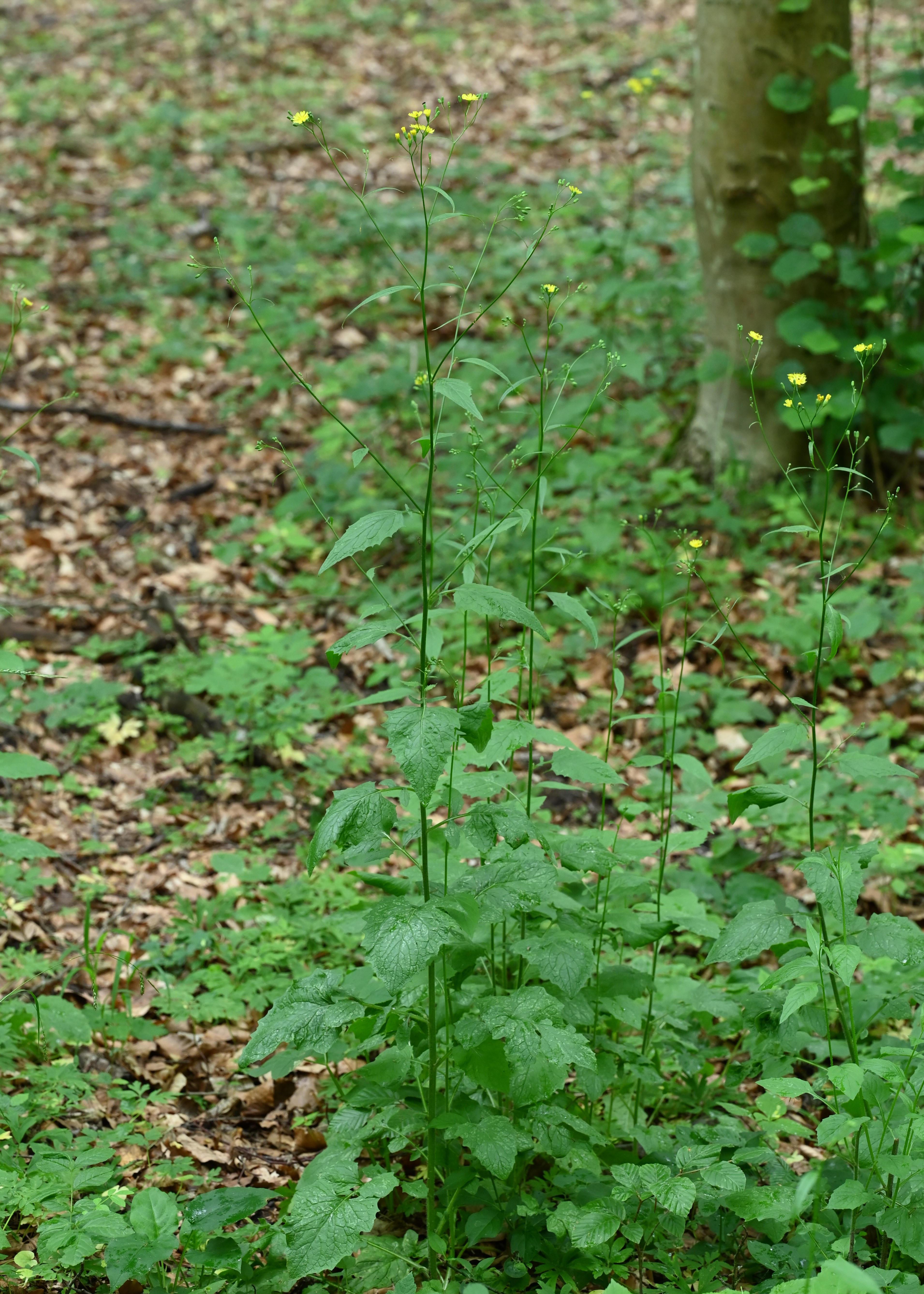
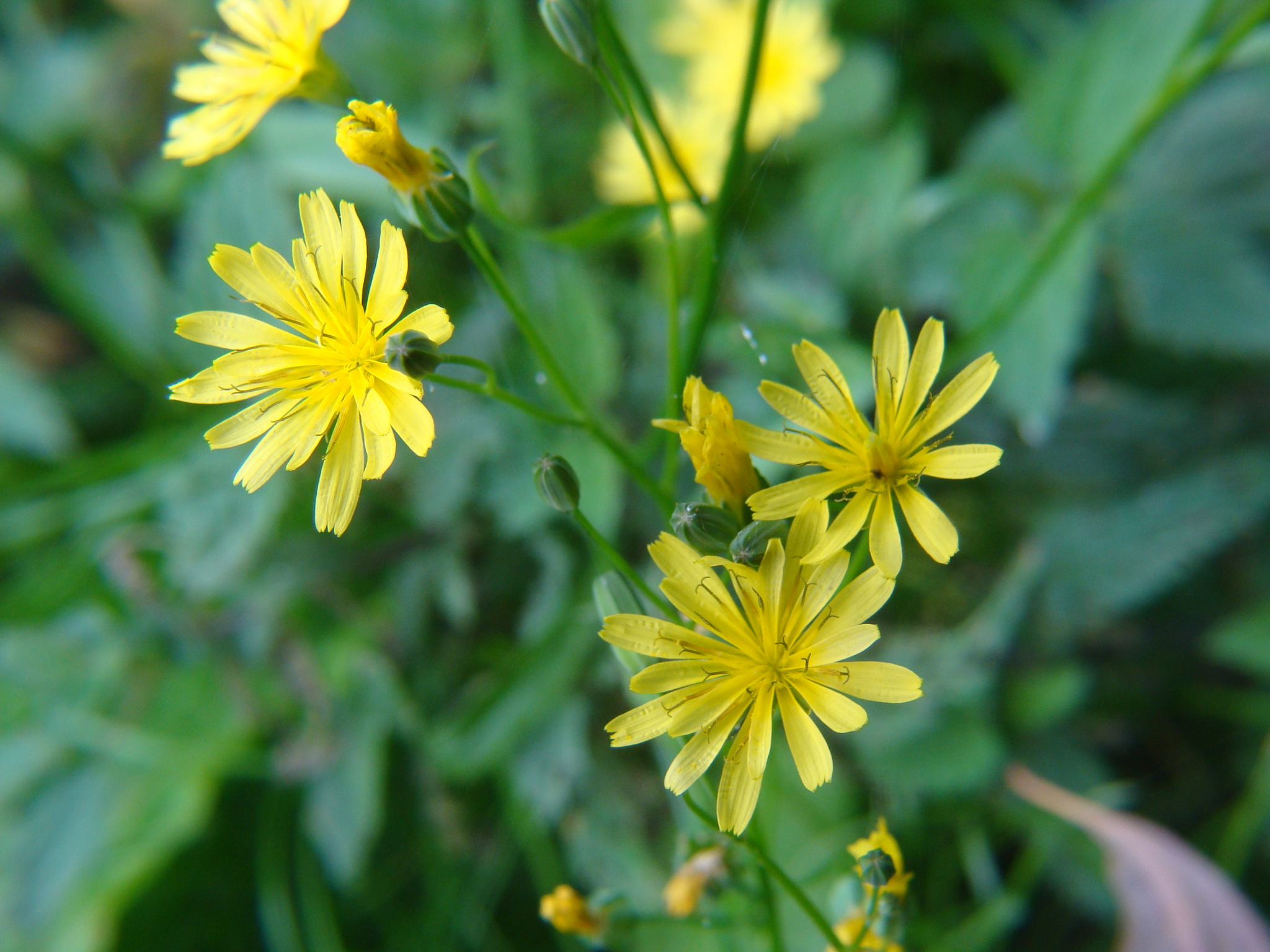
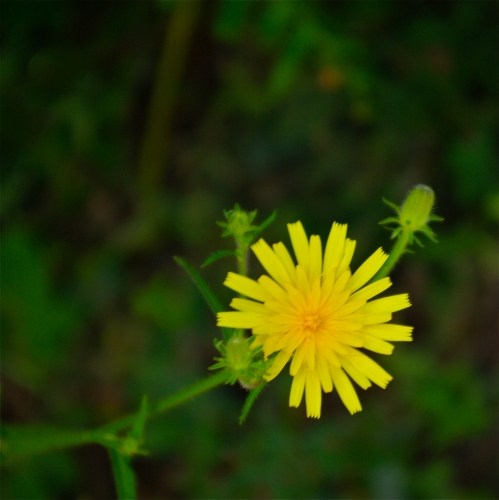
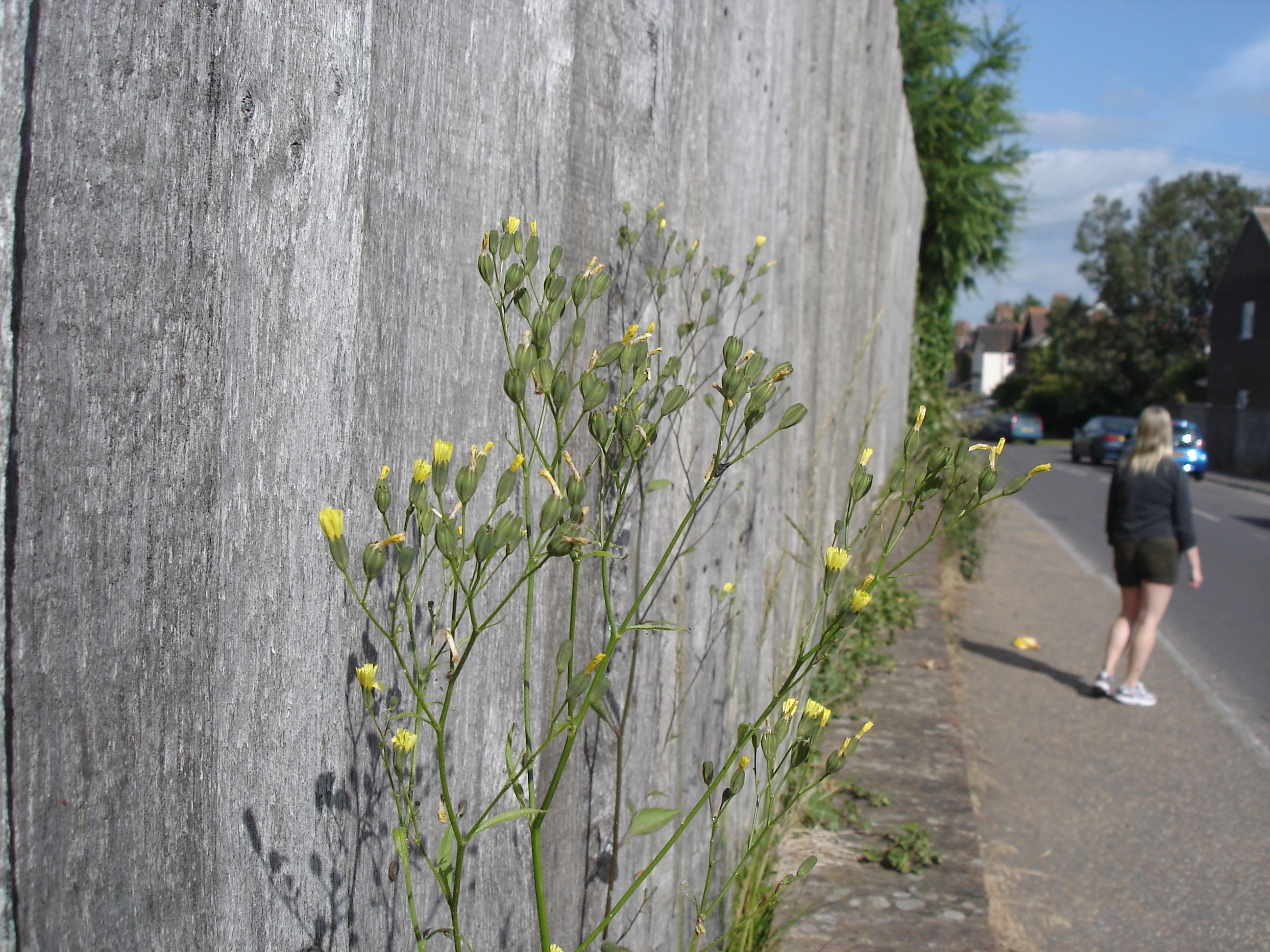
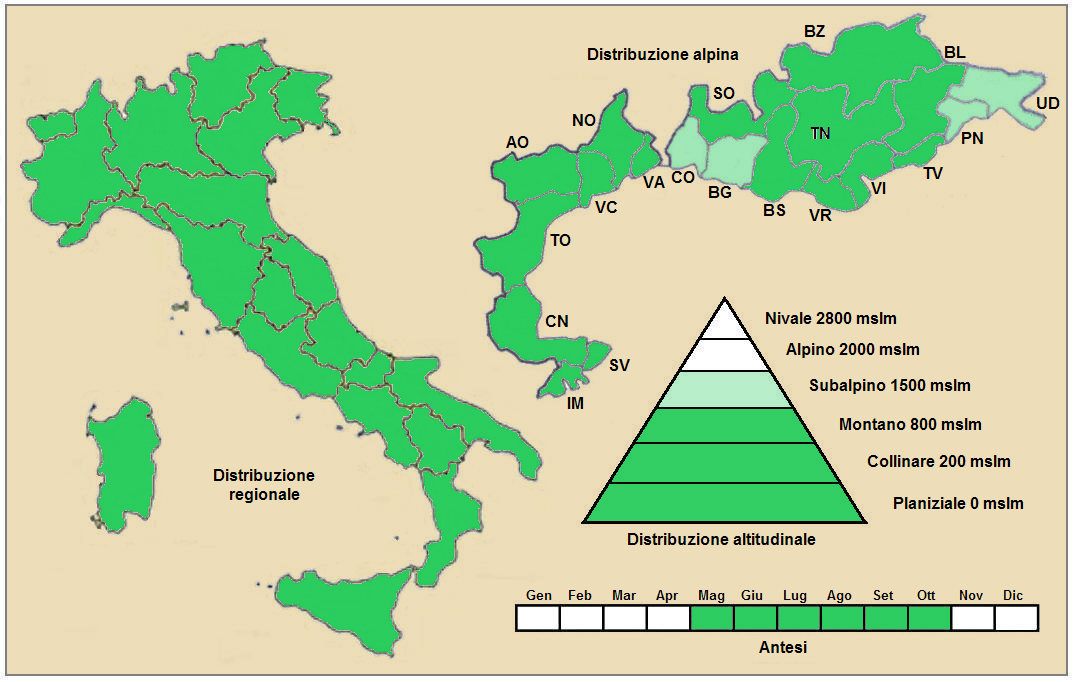
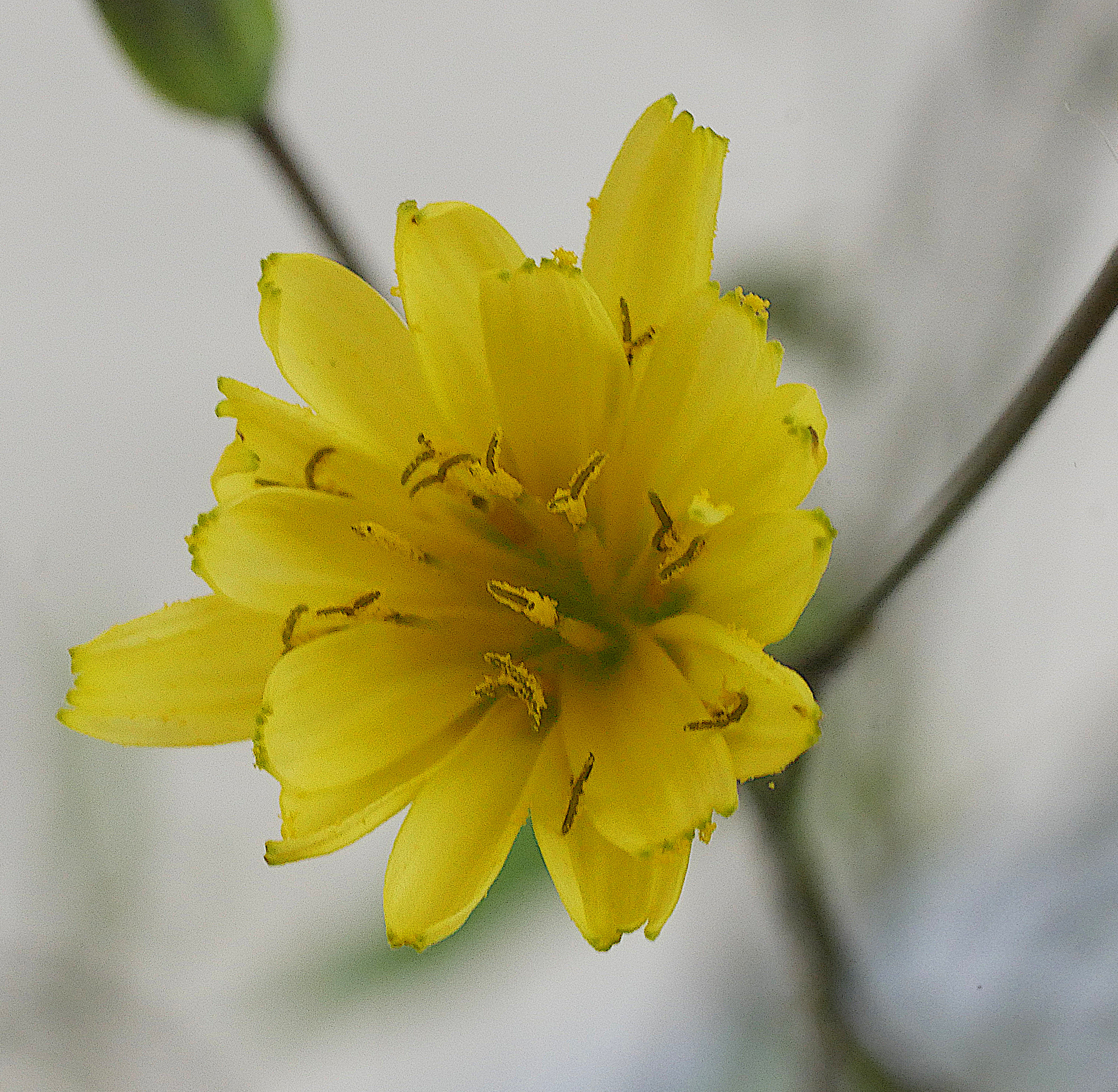
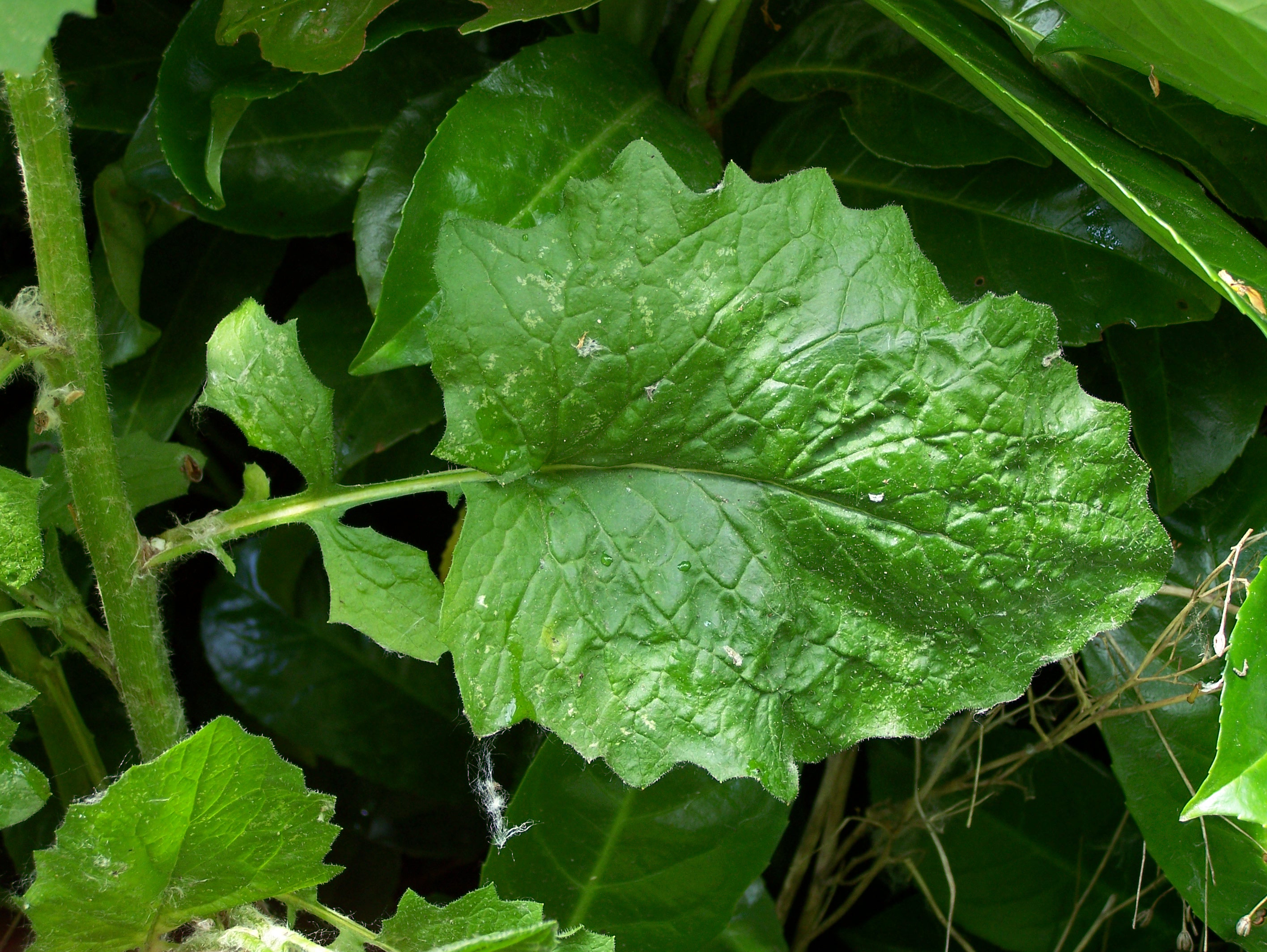
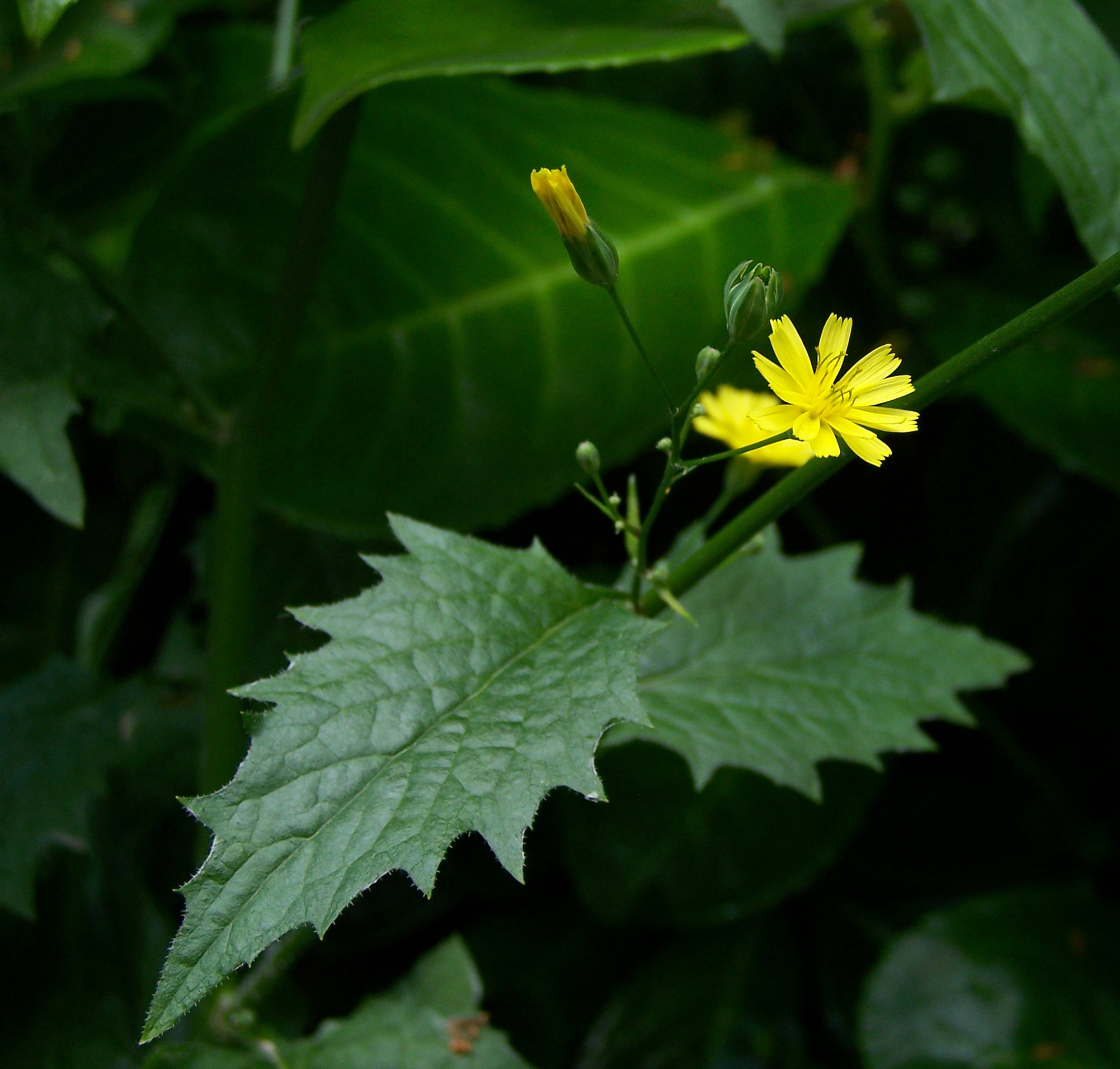
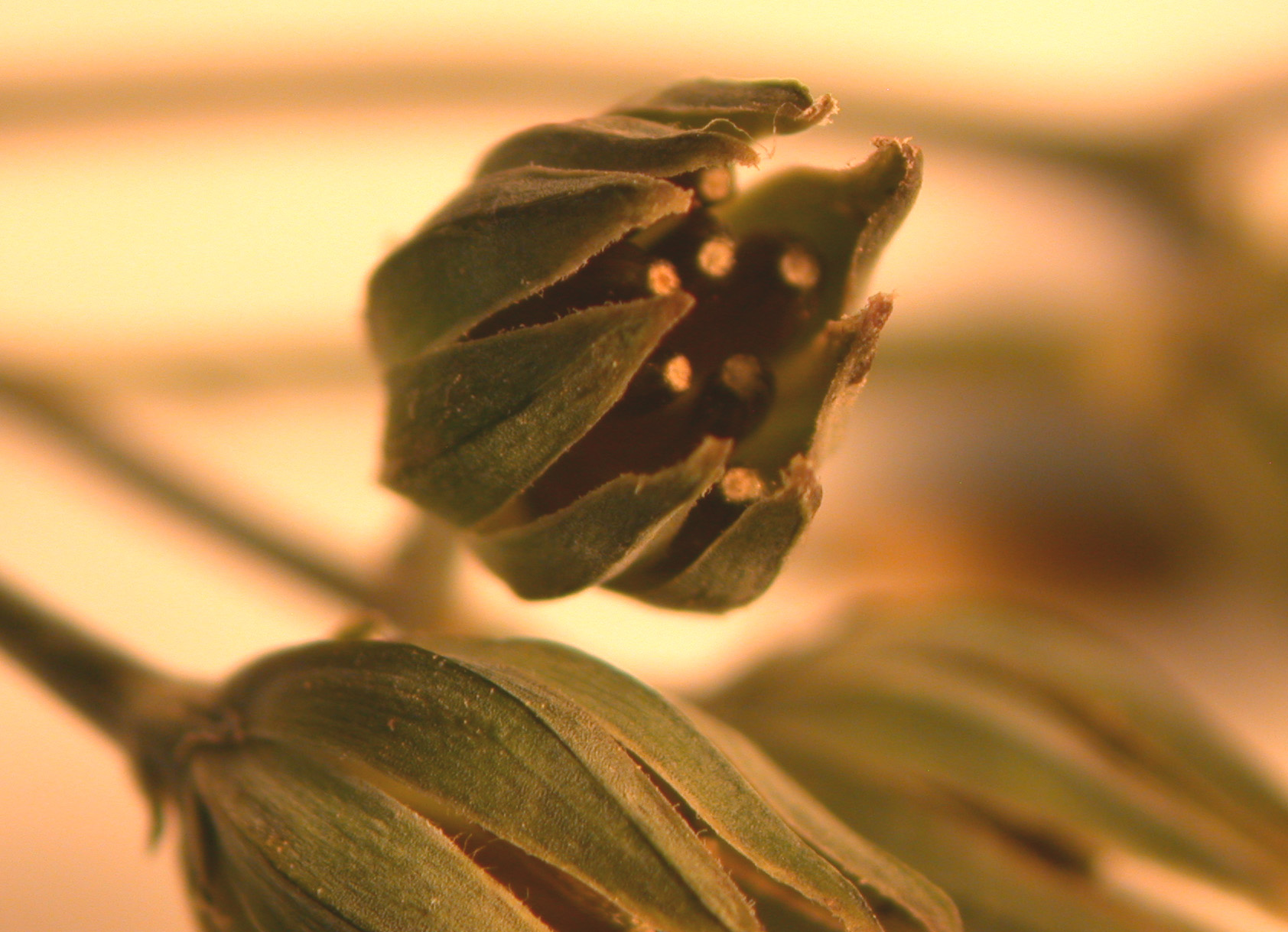